# Мисливці за нечистю
Мисливці за нечистю (англ. Special Unit 2, дослівно — Другий спецвідділ) — короткий американський комедійний телесеріал жахів, який було показано на каналі United Paramount Network у 2001 році. Головні герої серіалу працюють на таємний підрозділ поліції міста Чикаго під назвою «Другий спецвідділ», завдання якого — контроль за великою популяцією міфічних істот у місті. Цих істот називають «ланками».
В 2007 році канал Sci-Fi розпочав показ щотижневих повторів серій. 12 листопада 2007 року відбувся прем'єрний показ телесеріалу на російському телеканалі ТВ3.

## Сюжет
«Ланки» — загальні чудовиська з фольклору та міфології (крім вампірів, існування яких оголошено безглуздим), які є загубленою ланкою еволюції мавпи в людину (хоча інші людиноподібні види також були показані; наприклад, ґаргульї — гуманоїдні нащадки динозаврів). Вони ховаються серед людей. Якщо людина побачить ланку, то вона просто вважає, що це ілюзія чи галюцинація, крім особливо проникливих.
Детектив Нік О'Меллі та його нова напарниця детектив Кейт Бенсон — головні персонажі серіалу. Нік — «самотній вовк» і ветеран підрозділу. Його спершу тверда і деякою мірою жорстока поведінка пояснюється втратою попередньої напарниці (і коханки) на завданні з затримання особливо кровожерливої ланки. Кейт — одна з небагатьох, хто визнає існування ланок, а не шукає більш «нормальне» пояснення.
Їх начальник — капітан Річард Пейдж, який втратив руку на війні та носить дерев'яний протез. «Зв'язківець» підрозділу до ланок — гном-клептоман на ім'я Карл, язик якого часто доводить його до бійки з Ніком. За те, що він допомагає Нікові та Кейт знаходити своїх «побратимів», вони закривають очі на його численні злочини (переважно, крадіжки та пограбування). Спочатку техніком підрозділу був Шон Редмон, якого згодом замінив Джонатан.
Серед ланок зустрічаються «круті» ґаргульї, гамельнський щуролов, який намагається зачарувати дітей по телевізору, вбивча піщана людина та смертельні медузи, всі з яких виявляються злочинцями.

## У ролях
| Актор         | Роль                 |
| ------------- | -------------------- |
| Майкл Лендіс  | Детектив Нік О'Меллі |
| Алексондра Лі | Детектив Кейт Бенсон |
| Денні Вудберн | Карл                 |
| Річард Гент   | Капітан Річард Пейдж |
| Шон Вейлен    | Шон Редмон           |
| Джонатан Того | Джонатан             |

## Список серій

### Перший сезон
| № | Назва                  | Режисер       | Сценарист                | Світова прем'єра | Прем'єра в Україні |
| --- | ---------------------- | ------------- | ------------------------ | ---------------- | ------------------ |
| 1 | «Брати» «The Brothers» | Джон Кретчмер | Еван Кац                 | 11 квітня 2001   | 18 січня 2011      |
| Кейт Бенсон вистежує викрадачів дітей і знайомиться з Ніком О'Меллі. Викрадачі виявляються ґаргульями. Тепер необхідно знайти їх лігво до того, як яйця ґаргульї вилупляться.                                                                                                 |                        |               |                          |                  |                    |
| 2 | «Зграя» «The Pack»     | Оскар Косто   | Джеймс Кріг              | 18 квітня 2001   | 19 січня 2011      |
| У місті орудують перевертні. Щоб їх вистежити, Нік дозволяє перевертневі вкусити себе. |                        |               |                          |                  |                    |
| 3 | «Обгортки» «The Wraps» | Террі Вінделл | Джоел Сурноу             | 25 квітня 2001   | 20 січня 2011      |
| У вантажівку, що везла мумію до музею, влучила блискавка. Мумія ожила та зайнялася викраденням наречених. Складність її спіймання виявилася в тому, що вона могла змінювати свій зовнішній вигляд.                                                                            |                        |               |                          |                  |                    |
| 4 | «Павутиння» «The Web»  | Джон Кретчмер | Сара Ізраель             | 2 травня 2001    | 21 січня 2011      |
| Трапилися напади на хлопців дівчат-павуків. Але й за свідком нападу виявилося не все чисто. |                        |               |                          |                  |                    |
| 5 | «Відходи» «The Waste»  | Оскар Косто   | Джоел Сурноу             | 9 травня 2001    | 24 січня 2011      |
| Жир, що лишився після відсмоктування, ожив і вирушив на пошуки відходів жиру. Коли всі вони виявилися з'їденими, настала черга людей. Складності у цій справі у Кейт і Ніка виявилися через Річа, первого напарника Ніка, який, попри його усунення, вирішив розкрити справу. |                        |               |                          |                  |                    |
| 6 | «Глибини» «The Depths» | Джон Кретчмер | Джоел Сурноу Джеймс Кріг | 16 травня 2001   | 25 січня 2011      |
| Трапилися напади на дівчат. Злочинця-іхтіосапіенса Нік убив двома роками раніше. З'ясувалося, що у злочинця колективний розум, який керує великою кількістю ідентичних тіл. Кейт запідозрила бойфренда своєї сестри.                                                          |                        |               |                          |                  |                    |

### Другий сезон
| № | Назва                       | Режисер            | Сценарист                   | Світова прем'єра  | Прем'єра в Україні |
| --- | --------------------------- | ------------------ | --------------------------- | ----------------- | ------------------ |
| 1 | «Зерно» «The Grain»         | Девід Стрейтон     | Джек Бернштейн              | 3 жовтня 2001     | 26 січня 2011      |
| Прокотилася низка пограбувань, скоєних добропорядними громадянами. Злочинець, переселяючись із тіла до тіла, спонукав жертв робити те, що вони стримували, та харчувався адреналіном.                                                             |                             |                    |                             |                   |                    |
| 2 | «Шкіра» «The Skin»          | Оскар Косто        | Вільям Шмідт                | 10 жовтня 2001    | 27 січня 2011      |
| Серійний убивця, читаючи думки своїх жертв, набував чужого вигляду. Дії злочинця нагадували ті, які скоїв убивця, який убив Джулію — колишню напарницю Ніка.                                                                                      |                             |                    |                             |                   |                    |
| 3 | «Роки» «The Years»          | Джон Кретчмер      | Еван Кац                    | 17 жовтня 2001    | 28 січня 2011      |
| 19-річний хлопець помер від старості. |                             |                    |                             |                   |                    |
| 4 | «Невидимий» «The Invisible» | Джон Кретчмер      | Скотт Німерфро              | 24 жовтня 2001    | 31 січня 2011      |
| Вбивцю, який відриває жертвам голови, можуть побачити тільки діти. |                             |                    |                             |                   |                    |
| 5 | «Переддень» «The Eve»       | Оскар Косто        | Джош Лобіс Дерін Моісель    | 31 жовтня 2001    | 1 лютого 2011      |
| Страчені злочинці в Хелловін піднялися з могил і захопили заручників у музеї. На воскресіння мерців з усіх ланок здатен тільки один — король ланок, і він хоче повернути те, що у нього забрала Джулія.                                           |                             |                    |                             |                   |                    |
| 6 | «Камені» «The Rocks»        | Джеймс Вард Біркіт | Мартін Вейсс                | 7 листопада 2001  | 2 лютого 2011      |
| Людина обернулася на камінь. Нік отримав порцію отрути медузи горгони і теж почав кам'яніти. |                             |                    |                             |                   |                    |
| 7 | «Тягнений» «The Drag»       | Джон Кретчмер      | Гаррі Віктор Ден Фесман     | 14 листопада 2001 | 3 лютого 2011      |
| Щоб зупинити дракона, невдоволеного наругою індіанського кладовища, вдалися до допомоги того, у кого уже був досвід убивства драконів — Карла. |                             |                    |                             |                   |                    |
| 8 | «Звір» «The Beast»          | Пол Абаскал        | Пол Бернбаум                | 21 листопада 2001 | 4 лютого 2011      |
| Серійний убивця Джек-Різник викрав Кейт. |                             |                    |                             |                   |                    |
| 9 | «Стіна» «The Wall»          | Девід Стрейтон     | Джек Бернштейн              | 28 листопада 2001 | 7 лютого 2011      |
| Кейт прийшла до школи на зустріч випускників. Однокласники досі пам'ятають, як вона зіпсувала випускний повідомленням про монстра у стіні. А тим часом монстри, невдоволені майбутнім знесенням школи, вийшли зі стін і почали нападати на людей. |                             |                    |                             |                   |                    |
| 10 | «Солома» «The Straw»        | Род Харді          | Мартін Вейсс Скотт Німерфро | 16 січня 2002     | 8 лютого 2011      |
| Робітники випадково звільнили опудало, яке харчується страхом. Минулого разу воно ледве не спалило місто, а на цього разу вирушило до атомної станції…                                                                                            |                             |                    |                             |                   |                    |
| 11 | «Кохання» «The Love»        | Оскар Косто        | Пол Бернбаум                | 30 січня 2002     | 9 лютого 2011      |
| Амур, рятуючись від переслідування, випадково обприскав своїми феромонами, що змушують усіх закохуватися, федерального суддю. Тепер амура, як джерело антидоту, необхідно доставити до судді до завершення суду над відомим злочинцем.            |                             |                    |                             |                   |                    |
| 12 | «Щуролов» «The Piper»       | Джон Кретчмер      | Ден Фесман Гаррі Віктор     | 6 лютого 2002     | 10 лютого 2011     |
| Прокотилася низка пограбувань, скоєних дітьми. Пошуки організатора злочинів привели до популярного телеведучого. |                             |                    |                             |                   |                    |
| 13 | «Бажання» «The Wish»        | Майкл Ланг         | Джеф Браунштейн             | 13 лютого 2002    | 11 лютого 2011     |
| Тепер необхідно зупинити джина, який виконує бажання. |                             |                    |                             |                   |                    |

## Цікаві факти
- Штаб-квартира «Другого спецвідділу» знаходиться у покинутій станції метро під хімчисткою (англ. dry cleaners). В одній із серій озброєний бандит намагається пограбувати те, що він вважав звичайною хімчисткою. Він не встигає закінчити свою погрозу, коли в нього вже ціляться з десяток озброєних переодягнених поліцейських.
- Основний сюжет серіалу було згодом використано у британському серіалі «Торчвуд».